# Ponson-Dessus
Ponson-Dessus ist eine französische Gemeinde mit 258 Einwohnern (Stand 1. Januar 2022) im Département Pyrénées-Atlantiques in der Region Nouvelle-Aquitaine (vor 2016: Aquitanien). Die Gemeinde gehört zum Arrondissement Pau und zum Kanton Vallées de l’Ousse et du Lagoin (bis 2015: Kanton Montaner).
Die Bewohner werden Ponsonois und Ponsonoises genannt.

## Geographie
Ponson-Dessus liegt ca. 35 km östlich von Pau in der historischen Provinz Béarn am östlichen Rand des Départements und grenzt im Nordwesten und Osten an das benachbarte Département Hautes-Pyrénées.
Umgeben wird Ponson-Dessus von den Nachbargemeinden:
| Séron (Enklave der Hautes-Pyrénées) | Ponson-Debat-Pouts                          | Tarasteix (Hautes-Pyrénées) |
|                                     | Kompassrose, die auf Nachbargemeinden zeigt | Oroix (Hautes-Pyrénées)     |
| Aast                                | Ger                                         |                             |

Ponson-Dessus liegt im Einzugsgebiet des Flusses Adour. Der Ruisseau de Carbouère, auch Louet daban genannt, ist ein Nebenfluss des Louet und durchquert das westliche Gemeindegebiet. Außerdem fließt der Lys darré, ein Nebenfluss des Lis, zusammen mit seinem Nebenfluss, dem Lombré, durch das östliche Gebiet der Gemeinde.

## Geschichte
Ein geschliffenes Steinbeil, das aus der Urgeschichte datiert und im 19. Jahrhundert auf dem Gemeindegebiet gefunden wurde, belegt eine frühe Besiedelung des Landstrichs. Auch konnten Reste von zahlreichen Tongefäßen aus der gallorömischen Zeit geborgen werden. Zwischen dem 11. und dem 12. Jahrhundert wurde eine ovale Wallanlage mit Gräben und einem Wall an ihrer östlichen Seite angelegt. An der Westseite sind heute noch Fundamente von zwei Erdhügeln zu erkennen, die auf ein Eingangstor an dieser Stelle hindeuten. Eine einfache Dorfkirche befand sich ebenfalls in dieser Wallanlage, die den Anhaltspunkt der Stelle einer ersten Ansiedlung liefert. Im heutigen Zentrum der Gemeinde wurden Fundamente einer zweiten Wallanlage rund um die Pfarrkirche entdeckt. Es handelt sich dabei um den Kern des neuen Dorfes. Im Westen schützte ein tiefer Graben, im Norden und Osten steile Wälle eine Plattform. Die Anlage wird vermutlich durch einen Donjon auf einem Erdhügel ergänzt worden sein. Dieser wird zu einem späteren Zeitpunkt abgerissen worden sein, um Platz für weitere Wohnhäuser zu schaffen.
Im 12. Jahrhundert trieb der Vicomte von Béarn das Ansiedeln neuer Bewohner an. Er gewährte Befreiung von der Leibeigenschaft und den ersten Familien, die zugezogen waren, ein eigenes Land der Größe von 50 Arpents. Diese Aktion wurde einige Jahre später wiederholt, diesmal verbunden mit dem Versprechen auf Privatrecht und 30 Arpents Land. Bei dem Zensus im Jahre 1385 wurden in Ponson-Dessus 19 Haushalte gezählt. Die Gemeinde unterstand der Bailliage von Montaner. Die Häuser des Pfarrers, des Abts des Laienklosters und des Schmieds wurden dabei mit „defore lo csteg“, als außerhalb der Burg gelegen, bezeichnet. Dies beweist nebenbei die Existenz des Sitzes eines Grundherrn. Die Grundherrschaft lag beim Vicomte von Béarn, die Rechtsprechung aber bei den Beamten von Montaner, einem Territorium, das in jener Zeit noch nicht zum Béarn gehörte. Das Laienkloster wird in einem Text von 1344 erwähnt, die seine Zugehörigkeit zum Bistum Tarbes bestätigt.
Der Ruisseau de Carbouère wurde genutzt, um in Ponson-Dessus vier Wassermühlen für die Produktion von Mehl zu errichten. Die geografisch-politische Situation zwischen der Enklave von Séron und dem Bigorre, heute der größte Teil des benachbarten Départements Hautes-Pyrénées, gestaltete andererseits den Austausch von Waren schwierig. Eine Beschwerde der Ponsonois verkehrte sich ins Gegenteil, denn es erschwerte den Zugang zu den wichtigsten Märkten in Pau, Morlaàs oder Tarbes, indem sie für das Wegerecht fortan eine Abgabe entrichten mussten. 1789 wurde diese Steuer im Zuge der Französischen Revolution wieder abgeschafft. Im Sommer 1944 wurde zur Unterstützung der Maquisards, den französischen Partisanen der Résistance, zahlreiche Fallschirmabwürfe über der Gemeinde durchgeführt.
Toponyme und Erwähnungen von Ponson-Dessus waren:
- Ponzo (12. Jahrhundert, laut Pierre de Marcas Buch Histoire de Béarn, S. 453),
- Ponsoo-Susoo (1376, Militärschau),
- Ponso-Dessus und Ponsa-Dessus (1385 bzw. 1402, Volkszählungen im Béarn),
- Ponssoo-Dessus, Ponsson-Dessuus und Ponçon-Dessus (1538, 1546 bzw. 1675, réformation de Béarn, Manuskriptsammlung des 16. bis 18. Jahrhunderts),
- Pouson Dessus (1750 und 1793, Karte von Cassini bzw. Notice Communale),
- Pouson-Dessus (1801, Bulletin des lois) und
- Ponson-Dessus (1863, Dictionnaire topographique de la France).[4][5][6]

### Einwohnerentwicklung
Seit Beginn der Aufzeichnungen wuchs die Gemeinde bis zur Mitte des 19. Jahrhunderts auf ein Niveau von rund 400 Einwohnern. Mit dem Beginn des 20. Jahrhunderts begann eine Phase der Stagnation. In den 1970er Jahren betrug die Größe der Gemeinde nur noch rund 180 Einwohner. Anschließend setzte eine Wachstumsphase ein, die bis heute anhält.
| Jahr      | 1962 | 1968 | 1975 | 1982 | 1990 | 1999 | 2006 | 2009 | 2022 |
| --------- | ---- | ---- | ---- | ---- | ---- | ---- | ---- | ---- | ---- |
| Einwohner | 221  | 207  | 181  | 212  | 227  | 234  | 246  | 250  | 258  |

## Sehenswürdigkeiten
- Pfarrkirche, gewidmet Laurentius von Rom. Die erste, romanische Kirche wurde unweit der ersten Wallanlage im Viertel Saint-Laurent errichtet. Im Laufe der Hugenottenkriege wurde sie von protestantischen Truppen vollständig zerstört. Nach dem Ende der Konflikte ist sie auf den alten Fundamenten neu gebaut worden. Am Ende des 19. Jahrhunderts hat sich das Zentrum von Ponson-Dessus jedoch an der Stelle der mittelalterlichen Wallanlage jüngeren Datums entwickelt. Die Gemeinde beurteilte ihre bestehende Pfarrkirche nicht nur als zu weit entfernt, sondern auch als zu klein und heruntergekommen. Deshalb beschloss sie, 1868 eine neue Kirche im neugotischen Stil im Zentrum zu bauen und die alte Kirche im Jahre 1880 abzureißen. Das Langhaus der heutigen Kirche birgt drei Kirchenschiffe und ist nach Westen hin mit einem viereckigen Glockenturm über dem Eingangsvorbau ausgestattet. Im Chor befindet sich eines der bedeutendsten Altarretabeln des Montanérès. Es datiert aus dem 18. Jahrhundert und ist seit 1961 als Monument historique eingestuft. Viele weitere Ausstattungsgegenstände aus dem 17. bis 19. Jahrhundert sind als nationale Kulturgüter registriert.[8][9][10]

## Wirtschaft und Infrastruktur

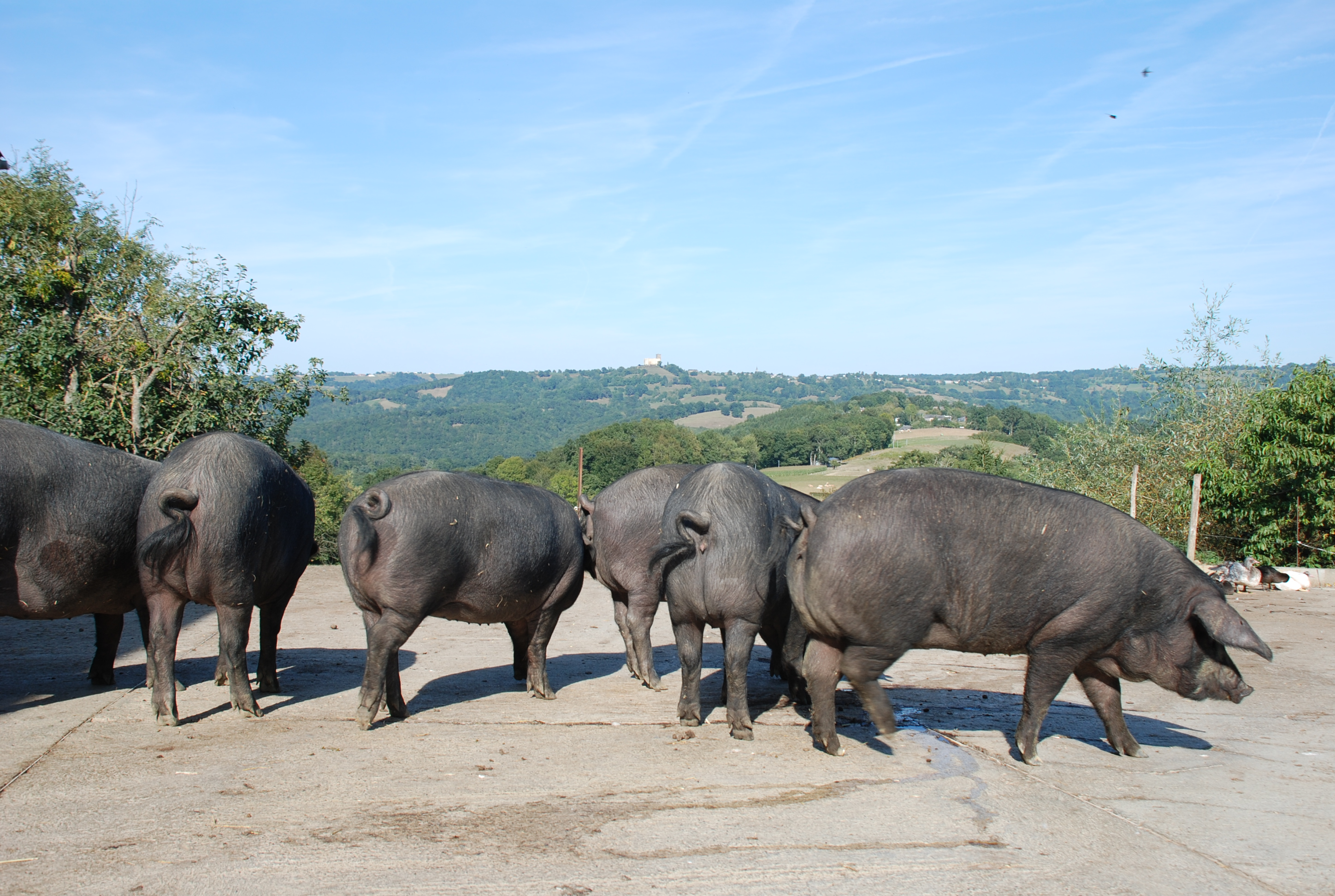
Porcs Noirs de Bigorre

Die Wirtschaft der Gemeinde wird hauptsächlich durch die Landwirtschaft bestimmt. Ponson-Dessus liegt in den Zonen AOC der Schweinerasse Porc noir de Bigorre und des Schinkens Jambon noir de Bigorre.

### Verkehr
Ponson-Dessus ist erreichbar über die Routes départementales 54, 202, 204 (Hautes-Pyrénées 2) und 311.